# Dwór w Podstolicach

Fasada dworu w Podstolicach

Dwór w Podstolicach – zabytkowy dwór znajdujący się w Podstolicach, w powiecie wrzesińskim, w województwie wielkopolskim.

## Opis
Jest to dwór z ok. 1870 r. o konstrukcji drewnianej, podpiwniczony, posiadający wysoki parter i piętro. Budynek o powierzchni 1200 m² otoczony jest stuletnim parkiem ze stawem.

## Historia
Historia dóbr rycerskich w Podstolicach sięga połowy XV wieku, kiedy to majątek należał do braci Mikołaja i Tomasza Rogowskich. W tym czasie we wsi istniał zapewne już dwór drewniany. W 1464 roku Podstolice stały się własnością Jana Czechowskiego, a następnie Wincentego Słomowskiego. W XVI wieku dobra nabywał Andrzej Zebrzydowski, późniejszy biskup krakowski, a po nim właścicielami byli kolejno Stanisław Słomowski, późniejszy arcybiskup lwowski i jego spadkobiercy. W XVII wieku o dobra w Podstolicach spierały się rodziny Czyżewskich i Młodziejewskich, a po nich majątkiem gospodarowali Tomiccy, Woźniccy i Dambrowscy. W XVIII wieku Podstolice należały do Aleksego Lipskiego, generała-adiutanta króla Stanisława Augusta Poniatowskiego, a po jego śmierci, do spadkobierców. W pierwszej połowie XIX wieku wieś należała do Suchorzewskich, a następnie do Aleksandra Brause-Brudzewskiego, powstańca listopadowego, od którego majątek kupował - również powstaniec - Telesfor Kierski. Rodzina Kierskich przystępowała do budowy dworu zapewne już w latach 60. XIX wieku. Żona Telesfora Filomena oraz córka Jadwiga brały w tym czasie pożyczki na dokończenie budowy, jednak trudna sytuacja finansowa sprawiła, że w 1870 roku doszło do licytacji. Wtedy też majątek wraz z dworem przejmowało państwo pruskie. Wieś została przemianowana na Tichdorf i w 1880 r. była wydzierżawiona Heinrichowi Naumannowi. Zamawiał on m.in. projekt reprezentacyjnych ogrodów w pracowni Johanna Larassa i jego synów z Bydgoszczy. Ostatecznie, park nie doczekał się jednak przebudowy, zaś po Naumannie, począwszy od 1914 r. dzierżawcą majątku był Rudolf Skrbensky. Na mocy traktatu wersalskiego, majątek został przejęty w imieniu polskiego skarbu państwa przez Urząd Osadniczy w Poznaniu. Skrbenscy zostali wysiedleni, a od 1921 pałac z okolicznymi dobrami został wydzierżawiony Franciszkowi Karłowskiemu. Przez okres wojny majątkiem zarządzał powiernik (treuhänder) Neubert, zaś po wyzwoleniu Podstolice przeszły pod zarząd Wojewódzkiego Urzędu Ziemskiego. W 1950 r. teren z dworem został przekazany Rolniczej Spółdzielni Produkcyjnej. Od 1992 właścicielami dworu są Anna i Andrzej Kareńscy z Poznania, którzy doprowadzają zrujnowany obiekt do świetności. We dworze znajduje się hotel oraz restauracja i odbywają się tu koncerty gwiazd estrady, filmu i teatru oraz inne wydarzenia kulturalne.

## Galeria

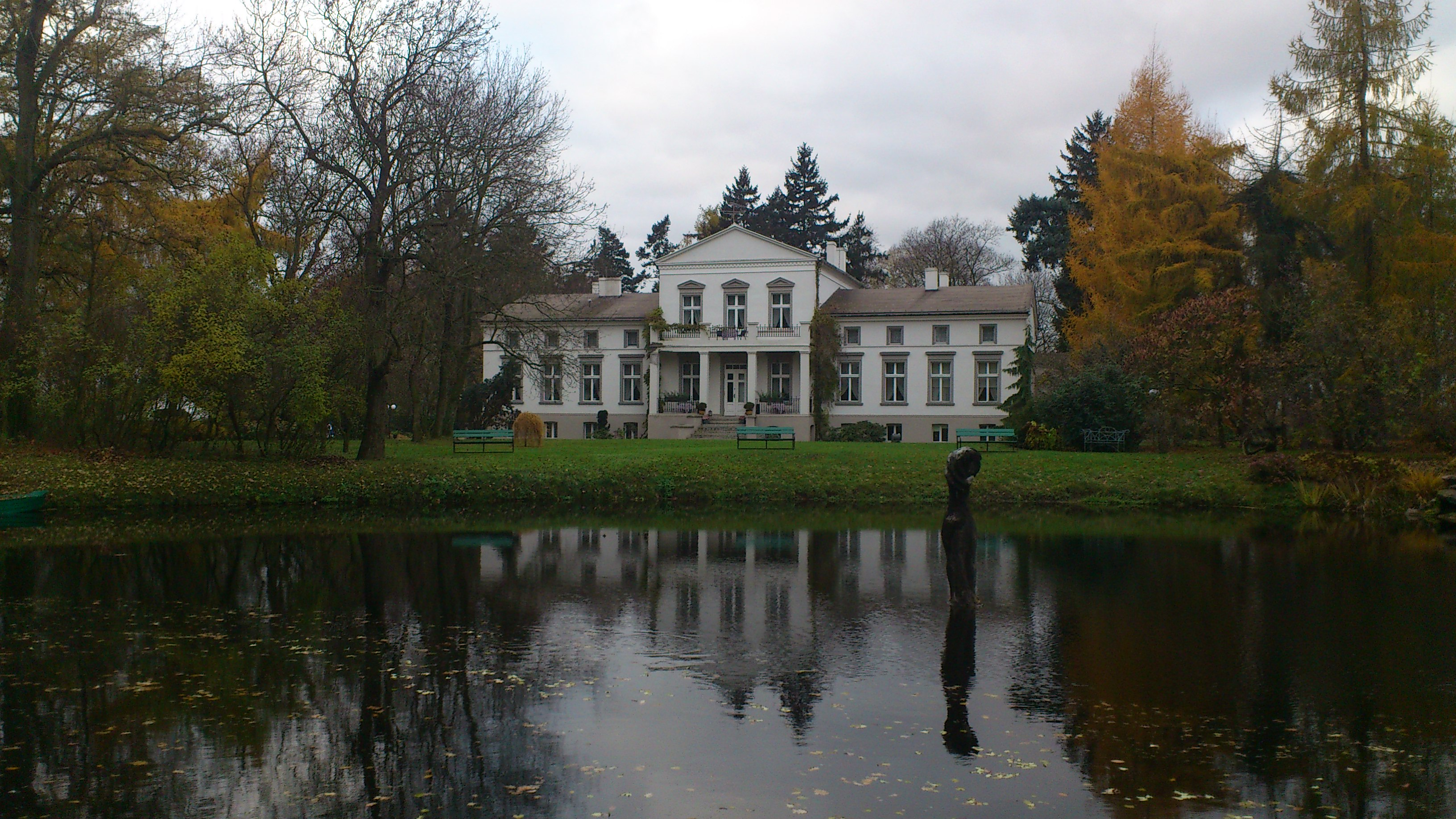
Widok dworu i stawu
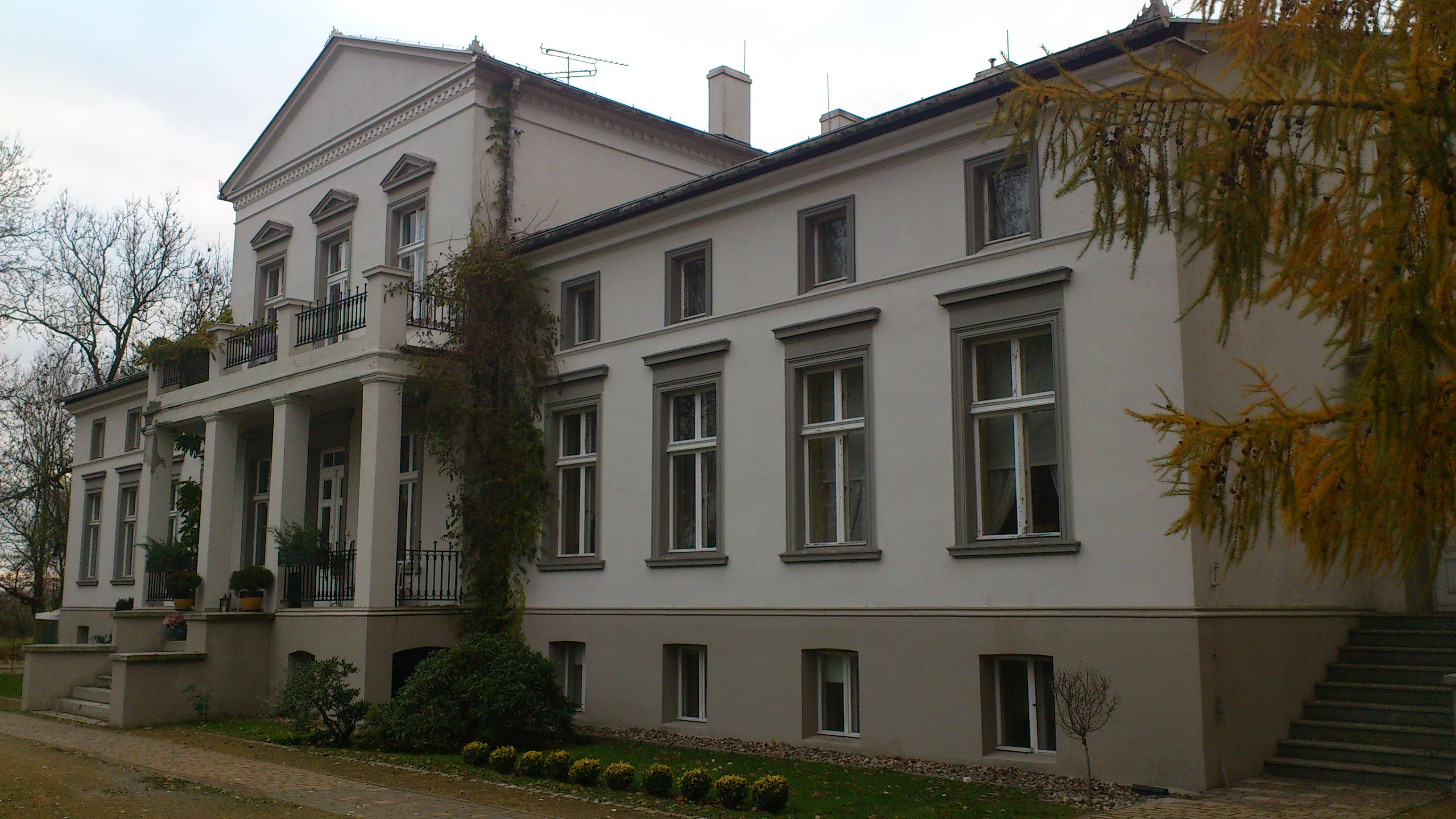
Widok od strony frontu
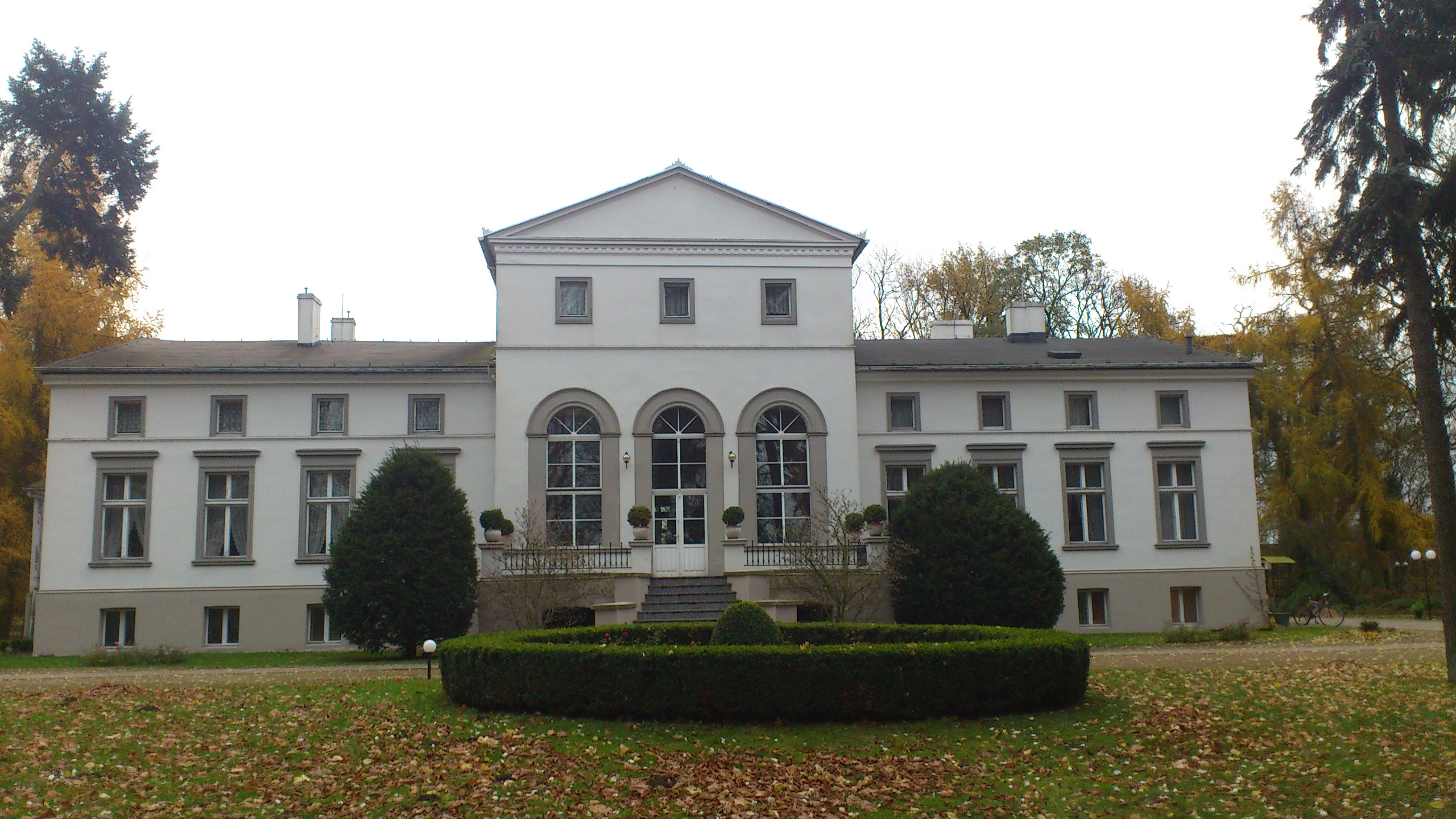
Widok od strony parku
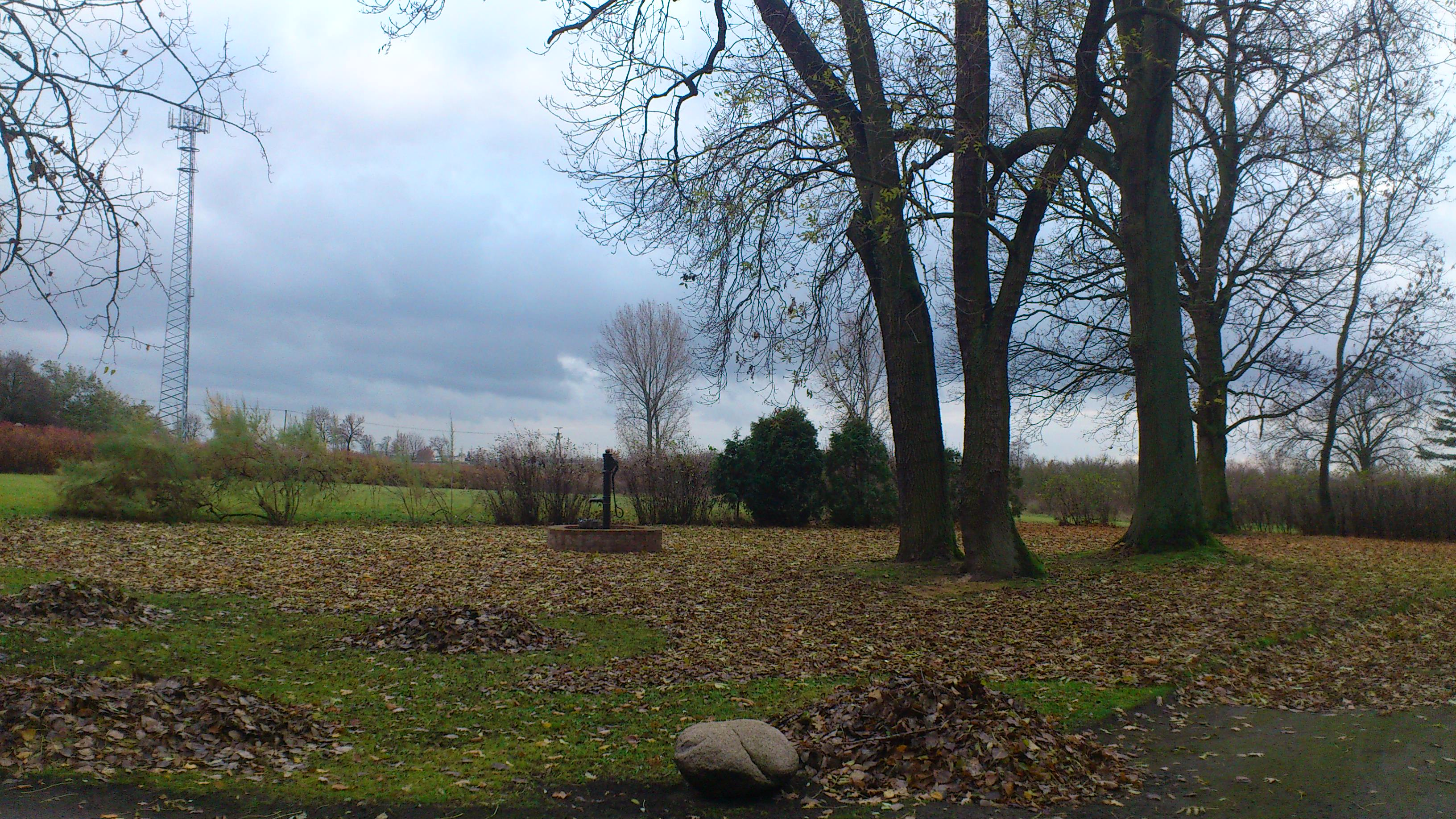
Park przy dworze
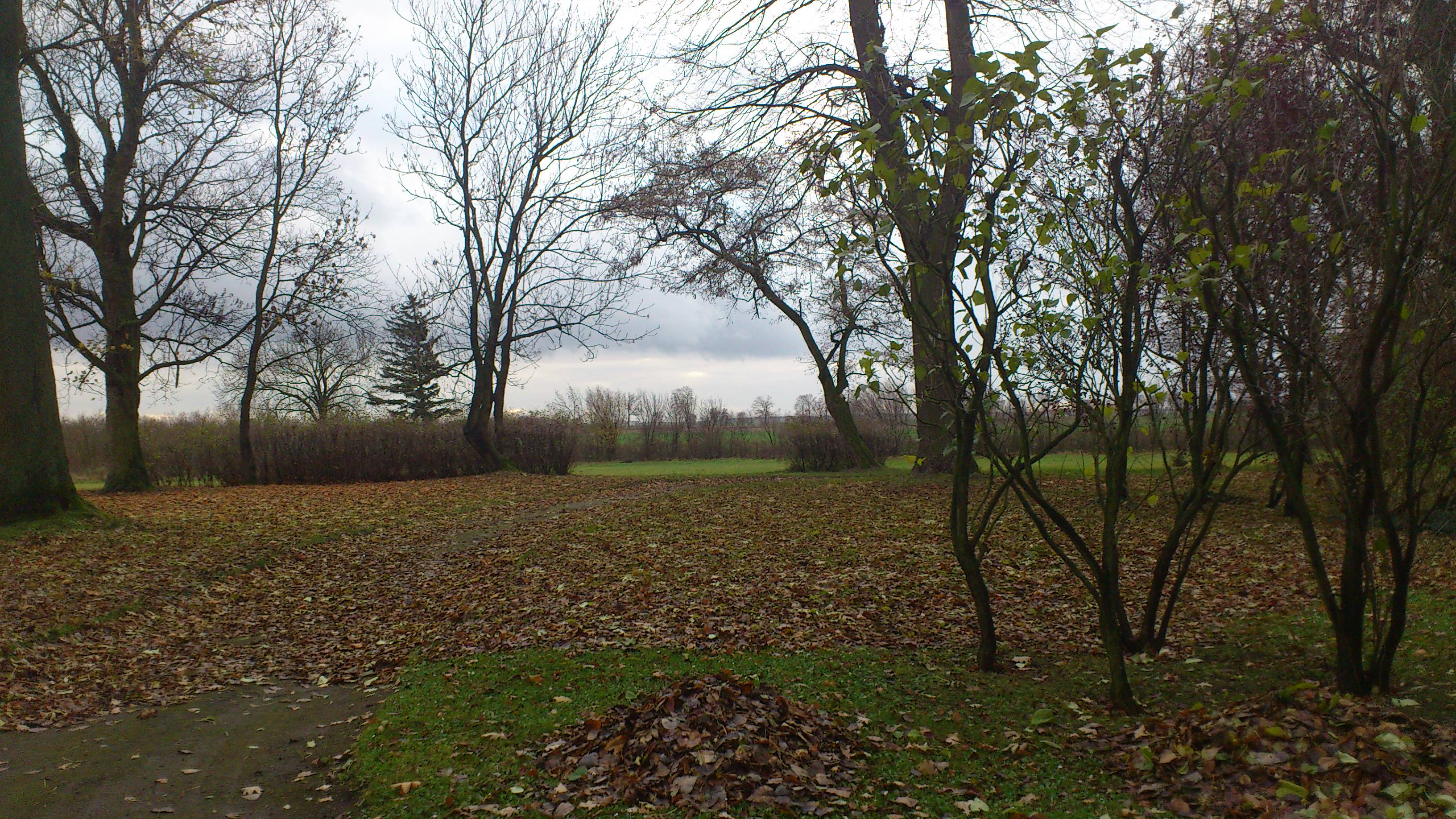
Widok parku - strona południowa
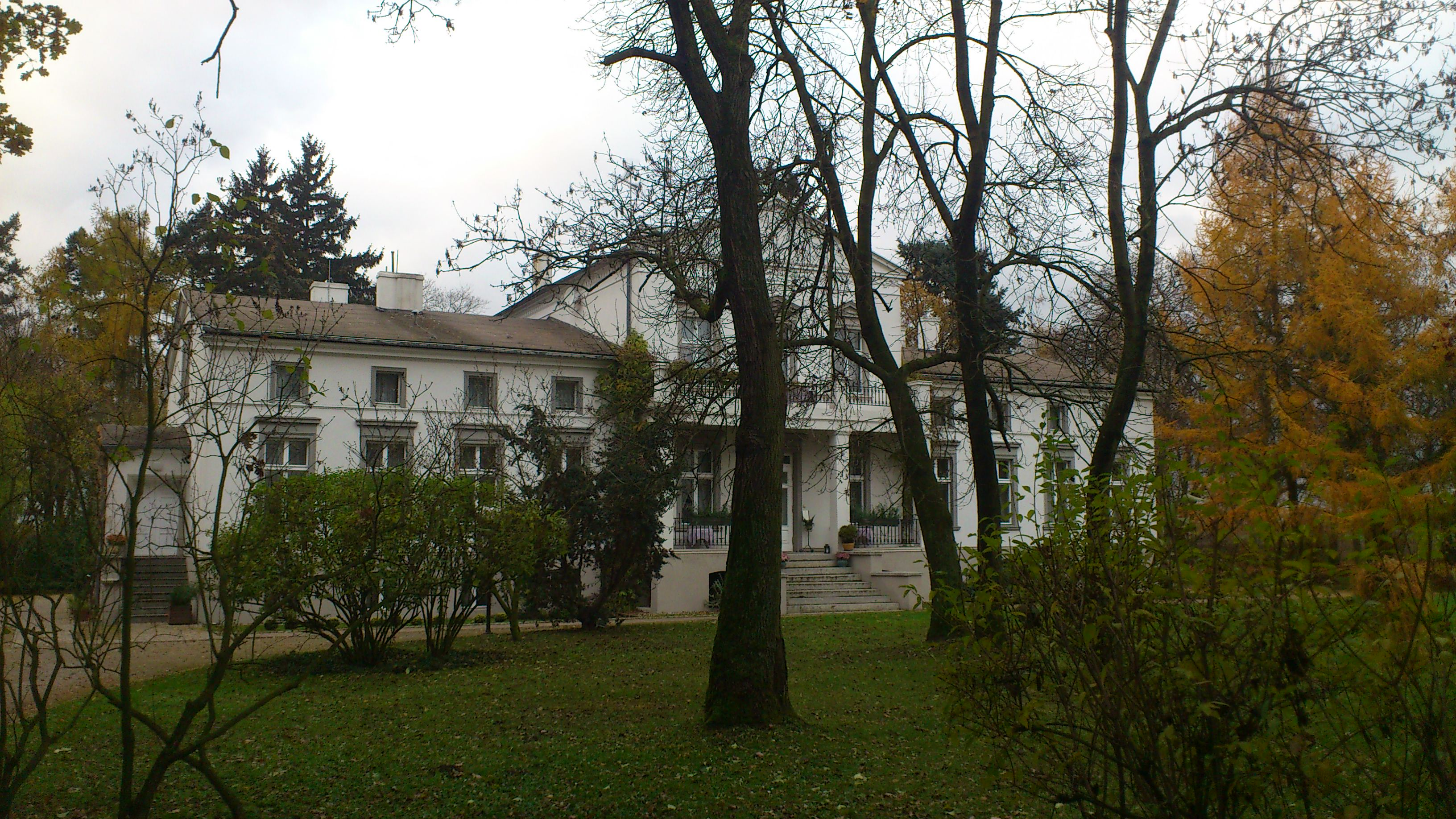
Widok parku - strona wschodnia
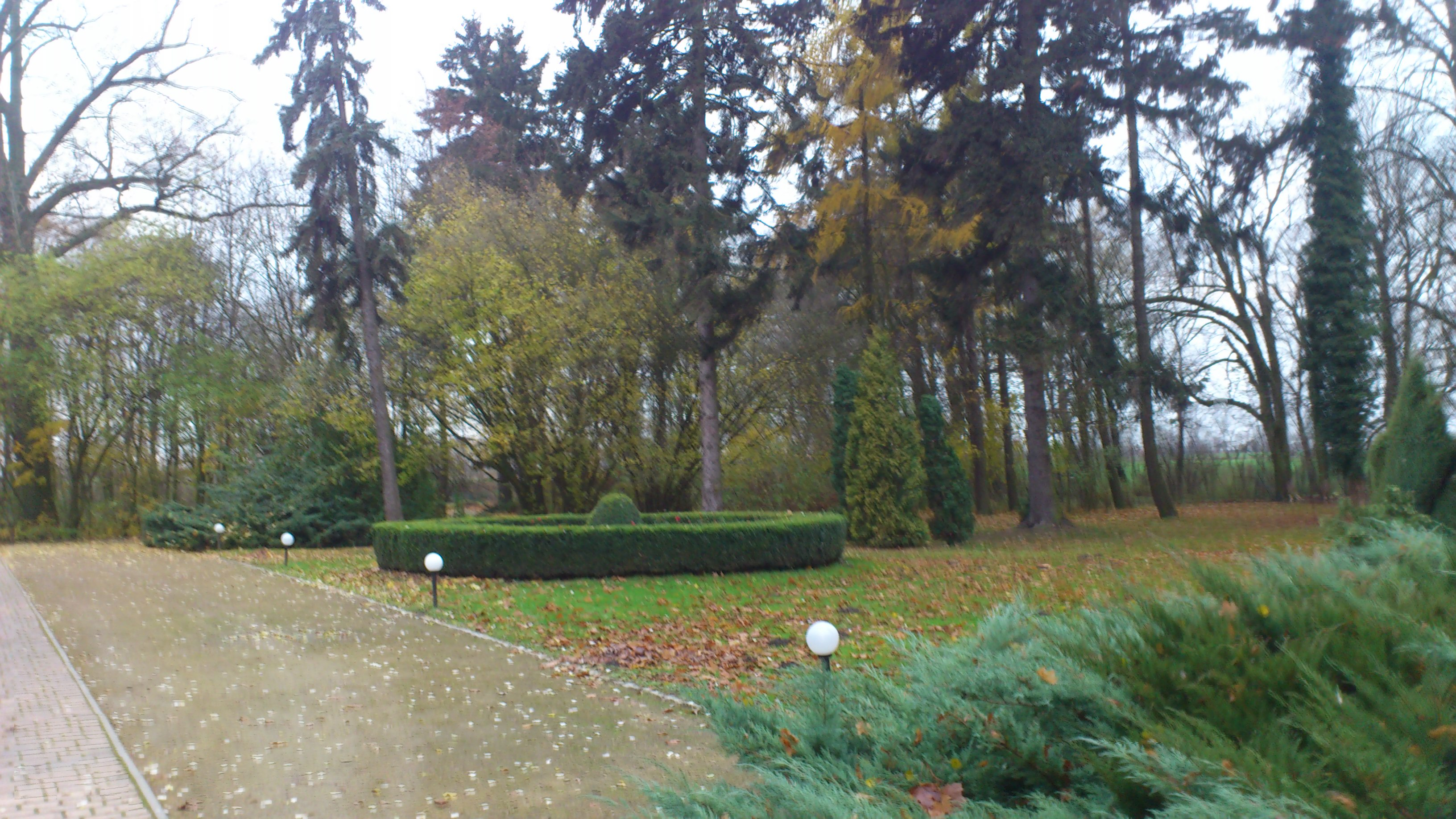
Widok parku - strona zachodnia
- prezentacja 3D